# 驚魂記 (小說)
《惊魂记》（英語：Psycho）是美国作家羅伯特·布洛克1959年出版的一部恐怖小说。小说讲述了一家偏僻汽车旅馆的看守人诺曼·贝茨（Norman Bates）卷入的一系列谋杀案。这部小说是布洛克的代表作。布洛克后来写了三部续集。
本书由阿尔弗雷德·希区柯克在1960年改编为同名电影，此外也曾被改编成《貝茲旅館》电视连续剧。